# بخش نارینیو
شهرستان نارینیو (به اسپانیایی: Nariño Department) یک سکونتگاه مسکونی در کلمبیا است که در کلمبیا واقع شده‌است.

## خصوصیات
شهرستان نارینیو ۳۳٬۲۶۸ کیلومترمربع مساحت و ۱٬۷۰۱٬۸۴۰ نفر جمعیت دارد.